# وجت
جنو وغت أو جنو وجت (بالإنجليزية: GNU Wget)‏ هو برنامج حاسوب يستخدم طريقة قوية وبسيطة لاستقطاب المحتويات من الإنترنت (Download) وهو جزء من مشروع جنو. اسمه الإنجليزي مشتق من ويب جت (Web Get)، وهو يستطيع التعامل مع بروتوكولات HTTP, HTTPS, وFTP
يشمل البرنامج العديد من المميزات، مثل إمكانية تحميل التحميل بشكل عكسي (أي تحميل مواقع بأكملها) لتصفح المواقع عندما لا يوجد اتصال بالإنترنت، وإمكانية إيقاف واستكمال التحميل، ودعم الكوكيز وغيرها من المميزات.
ظهر البرنامج في عام 1996 بشكل متزامن مع انتشار استخدام الويب، وتم استخدام البرنامج في توزيعات لينوكس الرئيسية، وتم كتابة البرنامج بلغة سي (C) بشكل يسمح بتشغيله على أكثر من نظام تشغيل، فالبرنامج يعمل على لينوكس، مايكروسوفت ويندوز، ماك أو إس، فري بي‌إس‌دي وغيرهم من أنظمة التشغيل.
تم بناء بعض الواجهات الرسومية للبرنامج مثل جي وجت (GWGet) وهو موجه للواجهة جنوم، وكذلك برنامج كيه وجت (KWGet) الموجه للواجهة كدي، يتم إصداره تحت رخصة جنو العمومية الإصدار الثالث، وجت بريمج حر.

## وصلات خارجية
- وجت على موقع Open Hub (الإنجليزية)
- وجت على موقع Free Software Directory (الإنجليزية)
- صفحة برنامج وجت  على أوبن هب